# Миякоское наречие
Миякоское наречие (мияко; самоназвание: mjaːku-futsy) — одно из двух наречий сакисимского языка, одного из рюкюских языков. Распространено на островах Мияко, к югу от Окинавы. Ближе всего к мияко стоит яэямское наречие. По данным Этнолога коренное население островов Мияко составляет 67 653 чел., однако на наречии говорит лишь старшее поколение. Чем младше люди, тем лучше они говорят по-японски, а те, кто младше 20 лет, говорят только по-японски
Среди прочих японо-рюкюских языков мияко выделяется тем, что в нём слог может оканчивать не только носовой согласный.

## Диалекты
Выделяются следующие диалекты:
- собственно миякоский диалект (мияко) — острова Курима, Мияко и Огами
- ирабуский диалект (ирабу) — острова Ирабу и Симодзи
- минна-тарамские диалекты:
  - тарамский диалект (тарама) — остров Тарама
  - миннадзимский диалект (минна) — остров Минна

## Фонетика

### Гласные
В мияко имеются следующие гласные:
i, ï, u, e, o, a (японские и миякоские гласные связаны соответствиями: обычно на месте долгого /o:/ в мияко стоит /u/; /e/ соответствует /i/; /i/ — /i:/.

### Согласные
В мияко возможны сочетания, непроизосимые в японском языке: нмя:ти (яп. んみゃーち, добро пожаловать).

## Грамматика

### Глагол
Спряжение глагола в мияко отличается от такового в рюкюских языках. В таблице ниже «долгий и:» выделен красным для облегчения восприятия.
|                                                                | изъяви- тельное наклонение | несовер- шенный вид                                          | 1-е условное наклонение | повели- тельное наклонение | инфинитив                                                        | 1-я преди- кативная форма | 2-я преди- кативная форма | причастная форма | условное накло- нение | 2-е условное наклонение | сослага- тельное наклонение |
| -------------------------------------------------------------- | -------------------------- | ------------------------------------------------------------ | ----------------------- | -------------------------- | ---------------------------------------------------------------- | ------------------------- | ------------------------- | ---------------- | --------------------- | ----------------------- | --------------------------- |
| Писа́ть (яп. 書く каку)                                         | кака                       | кака                                                         | каки                    | каки                       | каки:                                                            | каки:                     | каки:m                    | каки:            | каки:                 | каки:                   | каки                        |
| Вставать, просыпаться (яп. 起きる окиру)                       | уку*                       | уку*                                                         | уки                     | укиру                      | уки                                                              | укии:                     | уким                      | укии             | укии:                 | укии:                   | уки                         |
| Основные аффиксы; в скобках приведены соответствующие японские | ди (ね)                    | н (ない) дзя:н (ない) си: (せる) рии: (れる) ба (усл. накл.) | ба (усл. накл.)         |                            | буси:ну (～したい) гаци:на: (～しながら) ду (ぞ) таи: （пр. вр.) |                           |                           |                  | на (запрет)           | ци:каа (в условиях)     | тти (て)                    |

Примечание: У глагола «окиру» изъявительное наклонение несовершенного вида может звучать и как «уки».
|                                          | Изъявительное наклонение | Несовершенный вид                            | Императив | Инфинитив                                            | Предикативная форма | Причастная форма | Запретительная форма | Условная форма      | Сослагательное наклонение |
| ---------------------------------------- | ------------------------ | -------------------------------------------- | --------- | ---------------------------------------------------- | ------------------- | ---------------- | -------------------- | ------------------- | ------------------------- |
| Писа́ть (яп. 書く каку)                   | кака                     | кака                                         | каки      | каки                                                 | каки                | каки             | каки                 | каки                | каки:                     |
| Вставать, просыпаться (яп. 起きる окиру) | уки                      | уки                                          | укиру     | уки:                                                 | уки:                | уки:             | уки:                 | уки:                | уки:                      |
| Основные аффиксы                         |                          | н (ない) ман (ない) си: (せる) ри: (れる) ба |           | падзи:ми (～し始める) бушшаал (～したい) ду (ぞ) тай |                     |                  | на                   | ба така: (～したら) | тти: (て)                 |

### Предикативные прилагательные
В рюкюских языках часто сохраняется архаичная основа предикативных прилагательных «типа „-са ари“» и «типа „-ку ари“». В мияко большинство предикативных прилагательных относится к «типу „-ку ари“», а на Тараме и Миннадзиме более распространён «тип „-са ари“». Например, на Йонагуни заключительная форма слова «быть высоким» (яп. 高くあり такаку ари) — такакаи:. На Миннадзиме же заключительная форма произошла от «быть высотой» (яп. 高さあり такаса ари): такаша:и (яп.  takaʃaːi).
Диалект одного из городов на Мияко, Симодзи-тё (яп. 下地町 симодзитё:, в 2005 году Симодзи влился в Миякодзиму), очень похож на йонагуни, особенно это видно на примере спряжения слов «высокий» (яп. 高い такай) и «необычный» (яп. 珍しい мэдзурасий).。
|                                    | Инфинитив  | 1-я условная форма | 2-я условная форма | 1-я заключительная форма | 2-я заключительная форма | Причастная форма | Сослагательное наклонение |
| ---------------------------------- | ---------- | ------------------ | ------------------ | ------------------------ | ------------------------ | ---------------- | ------------------------- |
| «Высокий» (яп. 高い такай)         | такафу     | такакари           | такака             | такакаи:                 | такакам                  | такакаи:         | такакари                  |
| «Странный» (яп. 珍しい мэдзурасий) | мидзи:рафу | мидзи:раси:кари    | мидзи:раси:ка      | мидзи:раси:каи:          | мидзираси:кам            | мидзи:раси:каи:  | мидзи:раси:кари           |
| Основные аффиксы                   |            | ба                 | ци:ка:             |                          |                          |                  |                           |

В языке йонагуни чаще используется 1-я заключительная форма «высокий» (яп.  така:ну). Добавив к основе суффикс -муну, можно получить форму «такамуну», также использующуюся в качестве заключительной. Кроме того, форма прошедшего времени может образовываться не только как в литературном японском (был высоким (яп. 高かった такакатта)), но и особым образом: «был высоким» (яп.  такакатаи).
В говоре Миннадзимы слово «высокий» (такай) спрягается следующим образом:
|                            | Несовершенный вид | инфинитив    | 1-я условная форма | 2-я условная форма | Заключительная форма | Причастная форма | Сослагательное наклонение |
| -------------------------- | ----------------- | ------------ | ------------------ | ------------------ | -------------------- | ---------------- | ------------------------- |
| «Высокий» (яп. 高い такай) | такаша:ра         | такаша:      | такаша:й           | такаша:й           | такаша:й             | такаша:й         | такаша:                   |
| Основные аффиксы           | ба                | тай (пр. вр. | ба                 | така:              |                      |                  |                           |

## Примеры
Взято из книги «琉球方言文法の研究», стр. 466—476, 604—606.
- дзи: кака — давайте напишем этот знак (яп. 字を書こう дзи о како:)
- аца: пья:ши уки ди — лучше завтра проснуться пораньше (яп. 明日早く起きよう асита хаяку окиё:)
- нндзя кака дзя:н — больше не пишите (яп. もう書かない мо: каканай)
- пья:пья:ти каки ба ду дзо:катай — хорошо бы написать побыстрее (яп. 早く書けばよかった хаяку какэба ёкатта)
- на: дзю каки: — писать своё имя (яп. 名前を書く намаэ о каку)
- уну мци: ики: ци:ка: имбата ŋкай ду иди раии: — если пойти по этой дороге, выйдешь к побережью (яп. この道を行くと海岸に出られる коно мити о ику то кайгай ни дэрарэру)
- бану: са:ри ики фи:ру — возьмите меня с собой! (яп. 私をつれていってくれ ватаси о цурэтэ иттэ курэ)
- такафу наши ми:и: — попытаться сделать высоким (яп. 高くしてみる такаку ситэ миру)
- куну дзяма:такакаи: / такакам / така:ну / такамуну — эта гора высокая (яп. この山は高い коно яма ва такай)